# Fritz Herrfurth
Fritz Herrfurth (* 1899 in Bonn; † 28. August 1944 in Sarajevo) war ein deutscher Maler, Bildhauer und Architekt in Bad Dürkheim.

## Leben

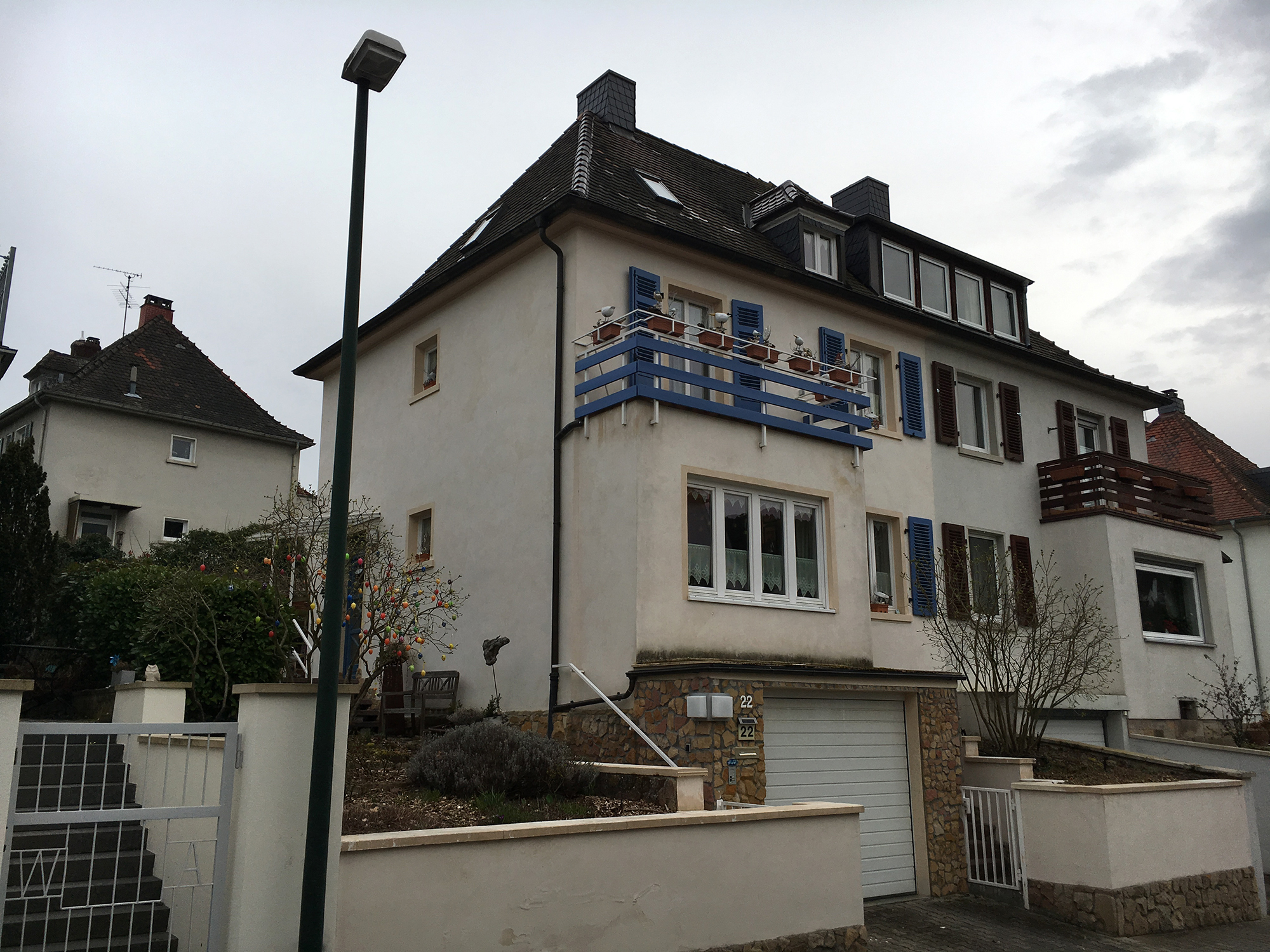
Das Haus von Fritz Herrfurth Im Schreck in Bad Dürkheim.

Fritz Herrfurth wurde 1899 in Bonn als Sohn eines Buchbindermeisters und dessen Ehefrau geboren, kam aber bereits als Kind nach Bad Dürkheim. Er ging bei dem Neustadter Bildhauer Jakob Wilhelm Steger in die Lehre, die er 1915 als Geselle mit sehr gutem Prüfungsergebnis abschloss. Von 1920 bis 1921 besuchte er die Kunstgewerbeschule in München. 1928 ließ er sich in Bad Dürkheim Im Schreck 22 nieder und arbeitete von da an als selbständiger Maler, Bildhauer und Architekt. Im Zweiten Weltkrieg kommandierte ihn die Wehrmacht zur Rekonstruktion zerstörter historischer Bauwerke ab. 1944 wurde er als Kunsttherapeut ins Lazarett in Sarajevo versetzt. Dort starb er infolge einer Infektion mit der Amöbenruhr, die er sich im Lazarett zugezogen hatte. Herrfurth hinterließ seine Frau Anna, geb. Back, und einen Sohn, Heinz, der gegen Kriegsende an der Ostfront fiel.

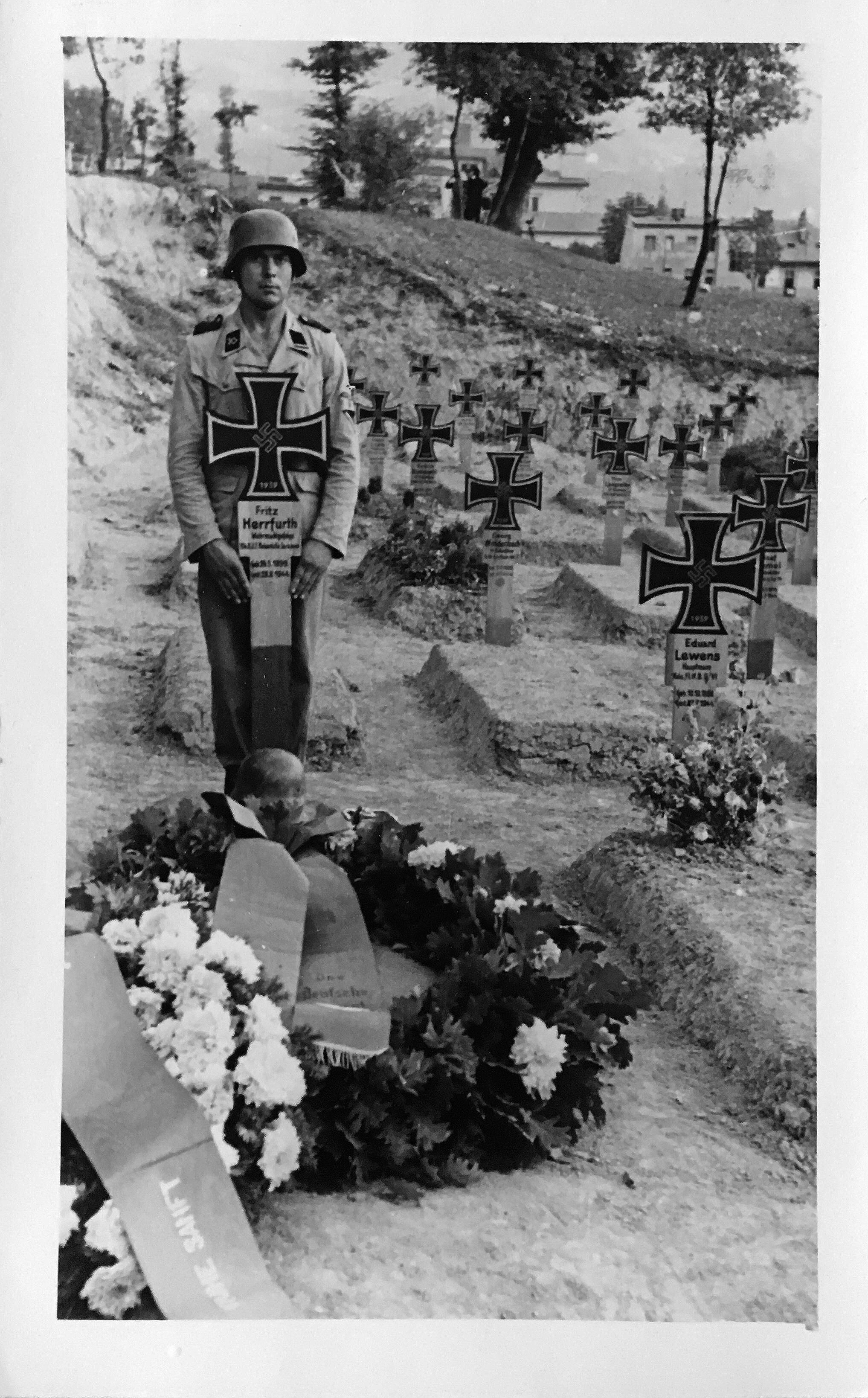
Ein Angehöriger der 7. SS-Freiwilligen-Gebirgs-Division „Prinz Eugen“, erkennbar an der Odalsrune auf dem rechten Kragenspiegel, präsentiert das Grabkreuz für das frisch angelegte Grab Fritz Herrfurths in oder bei Sarajewo.

## Werke

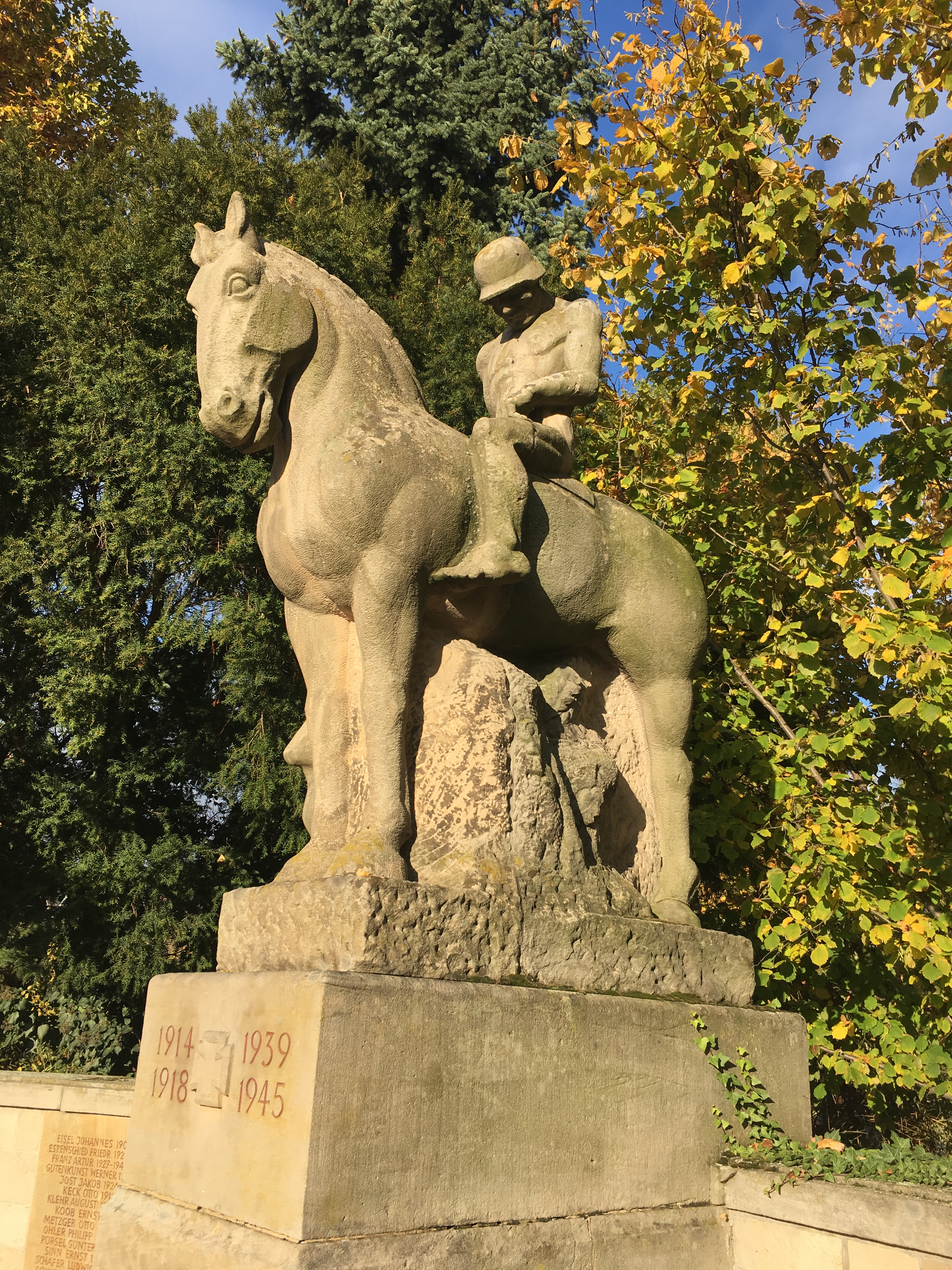
Kriegerdenkmal am Alten Friedhof in Dannstadt.

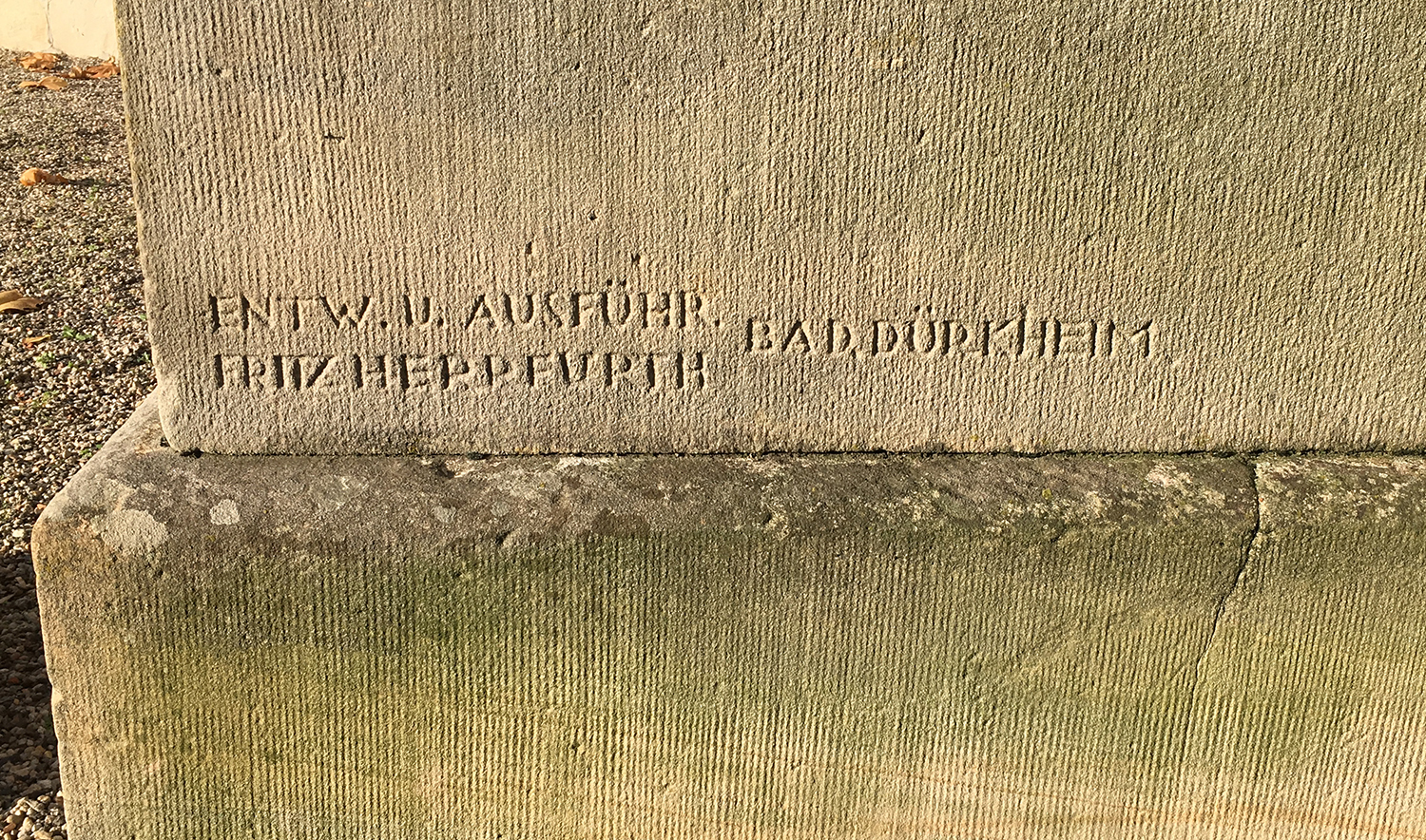
Sockelinschrift am Dannstadter Kriegerdenkmal.

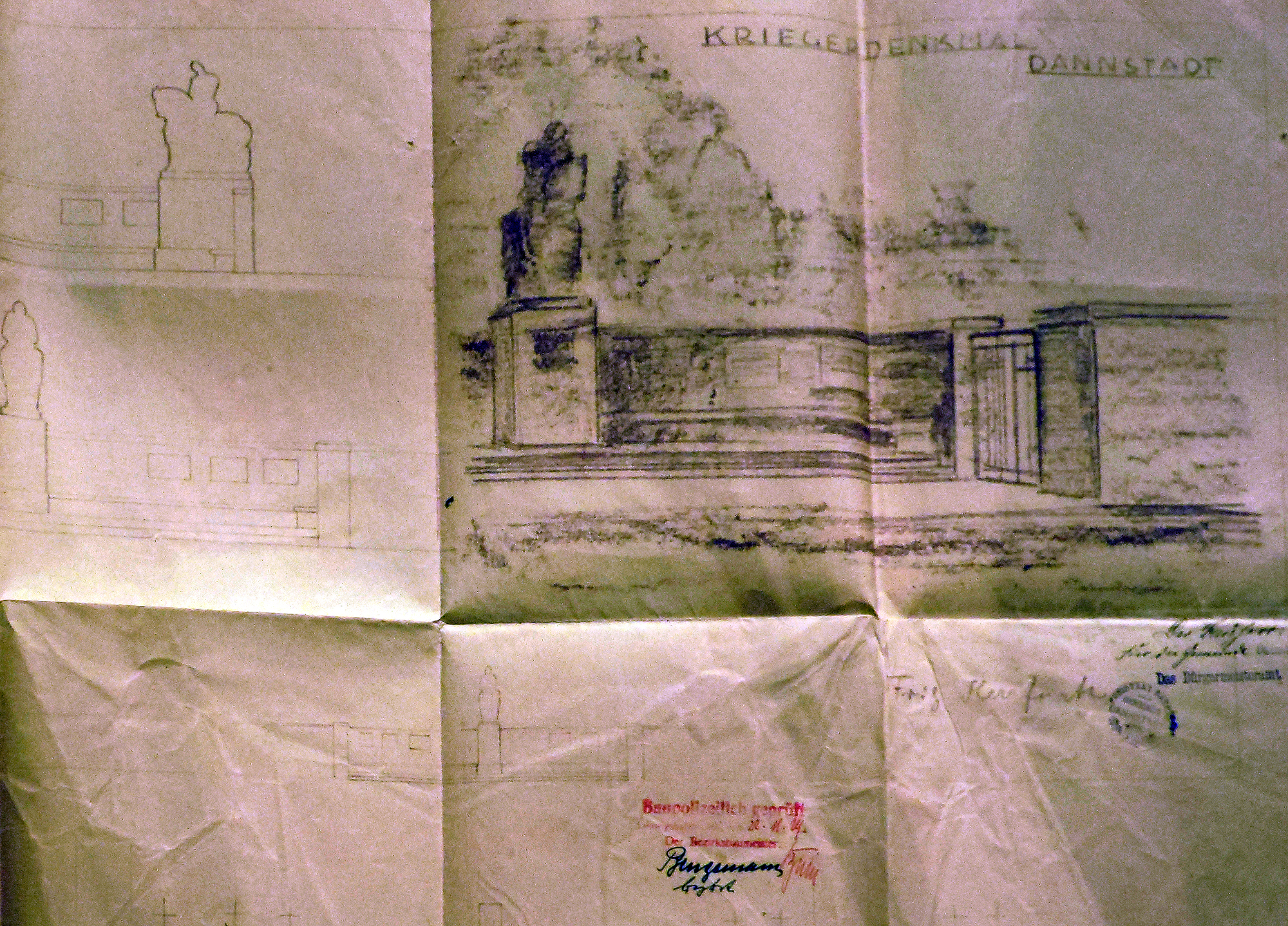
Entwurfszeichnung zum Dannstadter Kriegerdenkmal (Ausschnitt). Aufbewahrungsort: Archiv der Verbandsgemeinde Dannstadt-Schauernheim.

Fritz Herrfurth hat eine Reihe von Großplastiken geschaffen, in erster Linie Kriegerdenkmäler, die bis heute den öffentlichen Raum vor allem der Vorderpfalz zwischen Bad Dürkheim, Neustadt und Ludwigshafen prägen.
- Denkmal von Realschule und Progymnasium in Bad Dürkheim für ihre im Ersten Weltkriege gefallenen Schüler.
- Kriegerdenkmal in Grethen, Im Röhrich 2.
- Kriegerdenkmal am Alten Friedhof im Ortsteil Dannstadt der Gemeinde Dannstadt-Schauernheim (1929)
- Kriegerdenkmal im Ortsteil Schauernheim auf dem Friedhof (1929)
- Kriegerdenkmal in Spirkelbach.
- Bildhauerische Auftragsausführung eines Kriegerdenkmals in Ludwigshafen-Rheingönheim nach einem Entwurf der Gebrüder Staudinger in Berlin (1945 im Rahmen der Kriegsereignisse zerstört).

Im Kurpark und im übrigen Stadtgebiet Bad Dürkheims befinden sich heute noch mehrere Brunnenplastiken und andere Statuen, so etwa das Standbild einer Frau, Weintrauben auf einem Teller tragend, im Kurpark in der Nähe des Cafés Traubenkur.
Einige seiner Gemälde sowie sein Gesellenbrief befinden sich im Bestand des Bad Dürkheimer Stadtmuseums im Kulturzentrum Haus Catoir. Daneben schuf er Kleinplastiken (z. B. Porträtbüsten), Bühnenbilder, entwarf Wohnhäuser und war für mehrere Heeresbauämter tätig.